# Ab McDonald
Alvin Brian McDonald (Winnipeg, 18 febbraio 1936 – Winnipeg, 4 settembre 2018) è stato un hockeista su ghiaccio canadese che nel corso della carriera ha militato nella National Hockey League e nella World Hockey Association.

## Carriera
McDonald giocò a livello giovanile per tre stagioni nella lega giovanile del Manitoba conquistando per due anni di fila il campionato. Dal 1954 al 1956 passò invece ai St. Catharines Teepees, formazione della Ontario Hockey Association. Al termine della stagione 1955-56 firmò il suo primo contratto da professionista con l'organizzazione dei Montreal Canadiens, tuttavia disputò le prime due stagioni in AHL con i Rochester Americans.
Nella primavera del 1957-1958 McDonald esordì in NHL disputando due partite dei playoff con i Canadiens, squadra che poi si aggiudicò la Stanley Cup. Rimase a Montréal per altre due stagioni e conquistò altri due titoli tuttavia non fu considerato abbastanza bravo per essere il sostituto di Bert Olmstead, e per questo nel 1960 venne coinvolto in uno scambio di giocatori che lo portò ai Chicago Blackhawks.
Proprio a Chicago McDonald nel 1961 vinse la quarta Stanley Cup personale in altrettante stagioni entrando a far parte della cosiddetta Scooter Line insieme a Ken Wharram e Stan Mikita. Nella stagione 1962-63 arrivò a 61 punti in 69 partite giocate, miglior prestazione per lui nella carriera in NHL.
Fra il 1965 e il 1967 ebbe breve esperienze con le franchigie dei Boston Bruins e dei Detroit Red Wings, tuttavia in più di un'occasione venne mandato a giocare nelle squadre affiliate delle leghe minori come AHL e CHL.
Al termine della stagione 1966-67, conclusa con la conquista della Calder Cup insieme ai Pittsburgh Hornets, McDonald rimase senza contratto per la stagione successiva e nell'estate di quell'anno durante l'NHL Expansion Draft venne selezionato dai Pittsburgh Penguins, una delle sei nuove franchigie iscritte alla NHL di cui fu il primo capitano.
Nel 1968 si trasferì ai St. Louis Blues e vi rimase per tre stagioni raggiungendo per l'ottava volta la finale della Stanley Cup; dopo i primi quattro successi per McDonald giunsero solo sconfitte, una a testa con le maglie di Chicago e Detroit e due a St. Louis. Concluse la sua carriera NHL vestendo per una seconda volta la maglia dei Red Wings. Nel 1972 si trasferì nella WHA con la nuova squadra della sua città natale, i Winnipeg Jets, e così come con i Penguins venne scelto come primo capitano nella storia della franchigia.
È morto a 72 anni a causa di un cancro.

## Palmarès

### Club
- Stanley Cup: 4

Montréal: 1957-1958, 1958-1959, 1959-1960
Chicago: 1960-1961
- Calder Cup: 1

Pittsburgh Hornets: 1966-1967

### Individuale
- NHL All-Star Game: 5

1958, 1959, 1961, 1969, 1970